# Consiglio dei Commissari del Popolo (Germania)

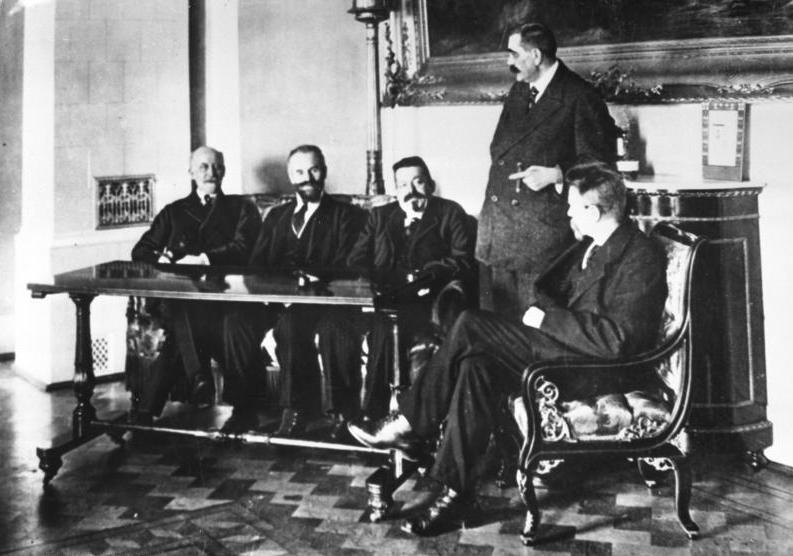
Il Consiglio dei Commissari del Popolo tedesco dopo le dimissioni dei membri dell'USPD

Il Consiglio dei Commissari del Popolo (in tedesco Rat der Volksbeauftragten), è stato un governo provvisorio durante la rivoluzione tedesca del novembre 1918 – febbraio 1919. Durante questo periodo il principale scopo del Consiglio fu quello di organizzare un cessate il fuoco in vista delle elezioni parlamentari del 19 gennaio 1919.
Il Consiglio venne istituito il 9 novembre 1918 all'indomani dell'abdicazione del Kaiser Guglielmo II e della dichiarazione della Repubblica ed era composto da membri del partito socialdemocratico (SPD) e del Partito Socialdemocratico Indipendente di Germania (USPD).
Fino al 29 dicembre il Consiglio era formato da 6 membri: tre dell'SPD (Friedrich Ebert, Philipp Scheidemann, Otto Landsberg) e tre dell'USPD (Hugo Haase, Wilhelm Dittmann, Emil Barth) ma – a causa della dura repressione del movimento rivoluzionario Volksmarinedivision – i membri dell'USPD si dimisero. In realtà i dissidi tra le due fazioni del Consiglio era iniziate anche prima, soprattutto a seguito del patto Ebert-Groener che non era riuscito ad istituire un controllo democratico sull'esercito.
Dopo le dimissioni dei membri dell'USPD entrarono nel Consiglio due ulteriori membri dell'SPD: Gustav Noske e Rudolf Wissell.
Il 13 febbraio 1919 il Consiglio si sciolse lasciando i poteri al nuovo governo eletto dal Parlamento e guidato Scheidemann.